# دونالد إميل تسيغلر
دونالد إميل تسيغلر (بالإنجليزية: Donald Emil Ziegler)‏ هو قاضي ومحامي أمريكي، ولد في 1936 في بيتسبرغ في الولايات المتحدة.